# Coleta upstream
 Coleta Upstream (Programa de Vigilância) (em inglês: Upstream collection) Coleta Upstream é o termo usado pela (NSA) dos Estados Unidos para se referir a interceptação do tráfego de telefônico e da Internet através de acesso direto aos cabos  e comutadores que compõem as redes locais de computadores, tanto fora dos Estados Unidos como dentro..
Além da coleta Upstream, a NSA também desvia para armazenação em seus computadores as informações de comunicações recebidas diretamente das empresas de Internet que fornecem a NSA dados de seus usuários, através de acordos assinados com a (NSA) através da divisão da NSA chamada Operações de Fonte Especial (SSO), que é responsável pela coleta de dados com a cooperação com parceiros corporativos.
O programa de Espionagem e Vigilância PRISM se utiliza destes acordos. Os programas foram revelados em 2013, através de documentos fornecidos por Edward Snowden.

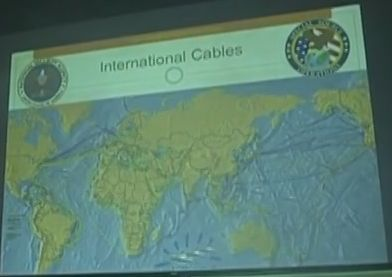
Cabos Internacionais - a NSA faz interceptação de dados da Internet e do tráfego de telefônico diretamente dos cabos de internet e das switchs de redes

## Relação com oPRISM
A interceptação pode se feita diretamente pela NSA na chamada coleta Upstream ou, como no caso do programa PRISM, a Agência de Segurança Nacional (NSA) coleta os dados de comunicações através de acordos com as empresas provedoras de serviços de Internet. Como explicado na apresentação revelada, o Upstream deve ser usado com o PRISM. "Você deve usar ambos", diz a instrução na nuvem amarela da esquerda. Isso se explica uma vez que cada um dos programas recebe dados de fontes diferentes. Apesar dos documentos revelados apontarem para a colaboração das empresas de telecomunicações, provedores de serviços e outros, apos as denuncias, a mesma resposta da Microsoft foi dada pelas outras empresas envolvidas. Elas alegam também que apenas fornecem informação de seus usuários através de ordem judicial.
Um dos slides de uma apresentação sobre o programa de vigilância PRISM, descreve Upstream como sendo "a coleta dos dados de comunicações enquanto eles passam pelos cabos de fibra e pela infra-estrutura (das redes)" . E diz que coleta de dados "upstream" é realizada sob os quatro seguintes programas de vigilância principais : Fairview, BLARNEY, STORMBREW, OAKSTAR.

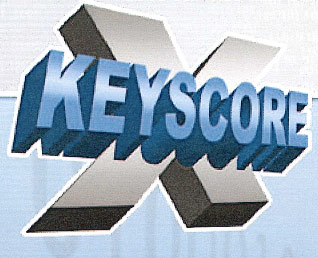
Logo do Programa XKeyscore

## Pesquisa de dados
O Programa OAKSTAR, abrange oito programas diferentes usados para a coleta de dados fora os EUA. Em todas os quatro programas, a coleta de dados e envio dos mesmos para o repositórios da NSA no Centro de Processamento de Dados Utah (Utah Data Center), nos Estados Unidos, ocorre em cooperação com empresas de telecomunicações comerciais locais ou localizadas nos Estados Unidos.
Dados da Internet coletados pelos programas de Coleta Upstream, podem ser processados e pesquisados atraves do Xkeyscore indexing and analysing system.

## Mídia - Upstream  e FAIRVIEW

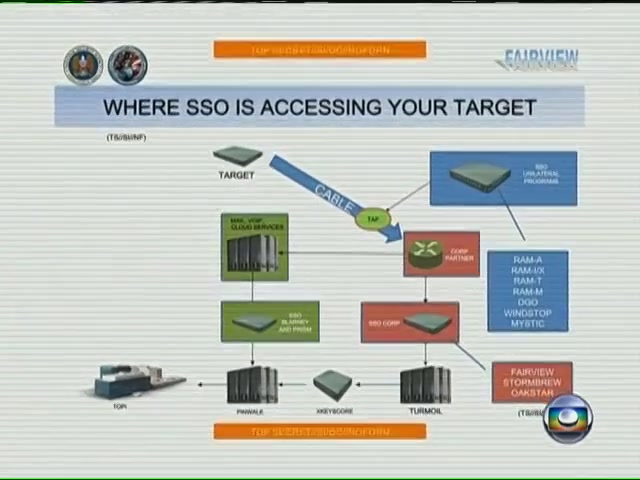
2a Apresentação do FAIRVIEW : Onde a SS0 esta acessando o Alvo
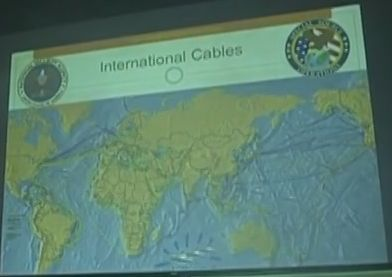
Upstream: Mapa dos Cabos Internacionais
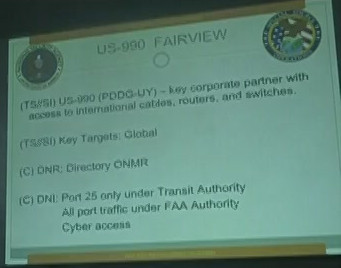
FAIRVIEW SIGAD
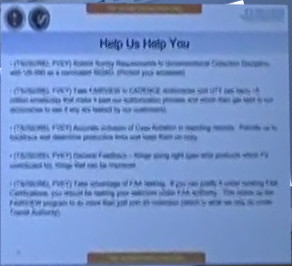
"B-reel" Apresentação do FAIRVIEW: Ajude-nos a ajuda-lo